# 富勒顿 (加利福尼亚州)
富勒顿（英语：City of Fullerton）是美國加利福尼亞州橘郡北部的一個城市。面積57.6平方公里，2007年人口統計為133,958人。
该市于1887年開埠，1904年獨立建市。加州州立大學富勒頓分校位於該市。

## 姐妹城市
- 日本福井市
- 永川市
- 龍仁市
- 墨西哥莫雷利亞